# Кетобемидон
Кетобемидо́н — мощный опиоидный анальгетик.

## История
Кетобемидон впервые был синтезирован в 1942 году доктором Иоаким Эйслеб. В 1946 году препарат впервые был опробован на человеке, вскоре кетобемидон начали использовать в медицине.

## Внешний вид
Представляет собой белый порошок.

## Правовой статус
В России кетобемидон входит как наркотическое средство в Список I Перечня наркотических средств, психотропных веществ и их прекурсоров, подлежащих контролю в Российской Федерации (оборот запрещён).